# ハルテック
株式会社ハルテック（はるてっく、英文社名 HALTEC CORPORATION）は、かつて大阪府大阪市西区に本店を置いていた橋梁メーカー。

## 沿革
- 1921年（大正10年）4月 - 春本利作が大阪市此花区海老江町にて建築金物加工業を創業。
- 1923年（大正12年）11月 - 大阪市此花区上島町にて鉄骨、橋梁、鉄塔及び鉄構物等、主として建設材料製作。
- 1941年（昭和16年）6月 - 株式会社春本組設立。（資本金100万円）
- 1951年（昭和26年）12月 - 商号を株式会社春本鐵工所に変更。
- 1961年（昭和36年）10月 - 大阪証券取引所市場第2部に上場。
- 1983年（昭和58年）10月 - 株式会社橋梁構造コンサルタント設立。
- 1984年（昭和59年）
  - 4月 - 日本ロード産業株式会社設立。
  - 8月 - 日本ケーブル構造株式会社設立。
- 1985年（昭和60年）
  - 2月 - 日本ケーブル構造株式会社の株式買取により子会社。
  - 7月 - 日本ハイブリッド工業株式会社設立。
- 1987年（昭和62年）4月 - 日本ハイブリッド工業株式会社の株式買取により子会社。
- 1990年（平成2年）
  - 7月 - 株式会社橋梁構造コンサルタントの株式買取により子会社。
  - 11月 - 株式会社橋梁構造コンサルタントの商号を株式会社エッチ・ピー・エス・イーに業種を建設コンサルタント業務から駐車設備の維持管理に変更。
- 1991年（平成3年）7月 - 東京支店を本社に昇格、本社を本店（大阪市大正区南恩加島6丁目20番34号）に改称。
- 1993年（平成5年）12月 - 日本ハイブリッド工業株式会社の商号を春本建設工業株式会社に変更。
- 1994年（平成6年）2月 - 日本ロード産業株式会社に資本出資し関連会社。
- 1996年（平成8年）
  - 4月 - 春本建設工業株式会社の商号を株式会社ハルテックに変更。
  - 8月 - 商号を株式会社春本鐵工に変更。
  - 9月 - 大阪証券取引所市場第1部に上場。
- 1999年（平成11年）6月 - 株式会社ハルテックが日本ロード産業株式会社を吸収合併。
- 2000年（平成12年）
  - 11月 - 株式会社ハルテックの商号を株式会社ハルロードに変更。
  - 12月 - 東京証券取引所市場第1部に上場。
- 2001年（平成13年）8月 - 商号を株式会社ハルテックに変更。
- 2004年（平成16年）1月 - 子会社株式会社エッチ・ピー・エス・イーを清算。
- 2008年（平成20年）4月 - 本店を大阪市西区に移転。
- 2010年（平成22年）
  - 3月 - 子会社株式会社ハルロードを清算。
  - 5月 - 駒井鉄工株式会社と合併契約を締結。
  - 10月 - 駒井鉄工株式会社を存続会社とし合併、商号を株式会社駒井ハルテックに変更。